# Taekwondo ai Giochi della XXVII Olimpiade

## Medagliere
| Posizione | Paese         | Oro | Argento | Bronzo | Totale |
| --------- | ------------- | --- | ------- | ------ | ------ |
| 1         | Corea del Sud | 3   | 1       | 0      | 4      |
| 2         | Australia     | 1   | 1       | 0      | 2      |
| 2         | Cuba          | 1   | 1       | 0      | 2      |
| 4         | Cina          | 1   | 0       | 0      | 1      |
| 4         | Grecia        | 1   | 0       | 0      | 1      |
| 4         | Stati Uniti   | 1   | 0       | 0      | 1      |
| 7         | Germania      | 0   | 1       | 0      | 1      |
| 7         | Norvegia      | 0   | 1       | 0      | 1      |
| 7         | Russia        | 0   | 1       | 0      | 1      |
| 7         | Spagna        | 0   | 1       | 0      | 1      |
| 7         | Vietnam       | 0   | 1       | 0      | 1      |
| 12        | Taipei cinese | 0   | 0       | 2      | 2      |
| 13        | Canada        | 0   | 0       | 1      | 1      |
| 13        | Francia       | 0   | 0       | 1      | 1      |
| 13        | Iran          | 0   | 0       | 1      | 1      |
| 13        | Giappone      | 0   | 0       | 1      | 1      |
| 13        | Messico       | 0   | 0       | 1      | 1      |
| 13        | Turchia       | 0   | 0       | 1      | 1      |
| Totale    | Totale        | 8   | 8       | 8      | 24     |

## Gare Maschili

### Pesi Mosca (58 kg)
| Posizione | Atleta             | Paese         |
| --------- | ------------------ | ------------- |
|           | Michail Mouroutsos | Grecia        |
|           | Gabriel Esparza    | Spagna        |
|           | Huang Chih-hsiung  | Taipei cinese |

### Pesi Leggeri (68 kg)
| Posizione | Atleta               | Paese         |
| --------- | -------------------- | ------------- |
|           | Steven López         | Stati Uniti   |
|           | Sin Joon-sik         | Corea del Sud |
|           | Hadi Saei Bonehkohal | Iran          |

### Pesi Medi (80 kg)
| Posizione | Atleta             | Paese    |
| --------- | ------------------ | -------- |
|           | Ángel Matos        | Cuba     |
|           | Faissal Ebnoutalib | Germania |
|           | Víctor Estrada     | Messico  |

### Pesi Massimi (Oltre 80 kg)
| Posizione | Atleta         | Paese         |
| --------- | -------------- | ------------- |
|           | Kim Kyong-hun  | Corea del Sud |
|           | Daniel Trenton | Australia     |
|           | Pascal Gentil  | Francia       |

## Gare Femminili

### Pesi Mosca (49 kg)
| Posizione | Atleta         | Paese         |
| --------- | -------------- | ------------- |
|           | Lauren Burns   | Australia     |
|           | Urbia Meléndez | Cuba          |
|           | Chi Shu-ju     | Taipei cinese |

### Pesi Leggeri (57 kg)
| Posizione | Atleta              | Paese         |
| --------- | ------------------- | ------------- |
|           | Jung Jae-eun        | Corea del Sud |
|           | Tran Hieu Ngan      | Vietnam       |
|           | Hamide Bıkçın Tosun | Turchia       |

### Pesi Medi (67 kg)
| Posizione | Atleta          | Paese         |
| --------- | --------------- | ------------- |
|           | Lee Sun-hee     | Corea del Sud |
|           | Trude Gundersen | Norvegia      |
|           | Yoriko Okamoto  | Giappone      |

### Pesi Massimi (Oltre 67 kg)
| Posizione | Atleta             | Paese  |
| --------- | ------------------ | ------ |
|           | Chen Zhong         | Cina   |
|           | Natalia Ivanova    | Russia |
|           | Dominique Bosshart | Canada |